# Roadracing-VM 2001
Världsmästerskapen i Roadracing 2001 arrangerades av Internationella motorcykelförbundet och innehöll klasserna 500GP, 250GP och 125GP i Grand Prix-serien samt Superbike, Supersport och Endurance. Dessutom gjorde sidvagnarna comeback som VM-klass. VM-titlar delades ut till bästa förare och till bästa konstruktör. Grand Prix-klasserna kördes över 16 deltävlingar. 
| Världsmästare i roadracing 2001 | Världsmästare i roadracing 2001                       | Världsmästare i roadracing 2001 |
| Klass                           | Mästare individuellt                                  | Mästare konstruktörer           |
| ------------------------------- | ----------------------------------------------------- | ------------------------------- |
| 500GP                           | Valentino Rossi (Honda)                               | Honda                           |
| 250GP                           | Daijiro Kato (Honda)                                  | Honda                           |
| 125GP                           | Manuel Poggiali (Gilera)                              | Honda                           |
| Superbike                       | Troy Bayliss (Ducati)                                 | Ducati                          |
| Supersport                      | Andrew Pitt (Kawasaki)                                | Yamaha                          |
| Endurance                       | Wim Motors Racing 9 (Aerts, Naveau, Platacis (Honda)) | Honda                           |
| Sidvagn                         | Klaus Klaffenboeck/Christian Parzer                   | -                               |

## 500GP

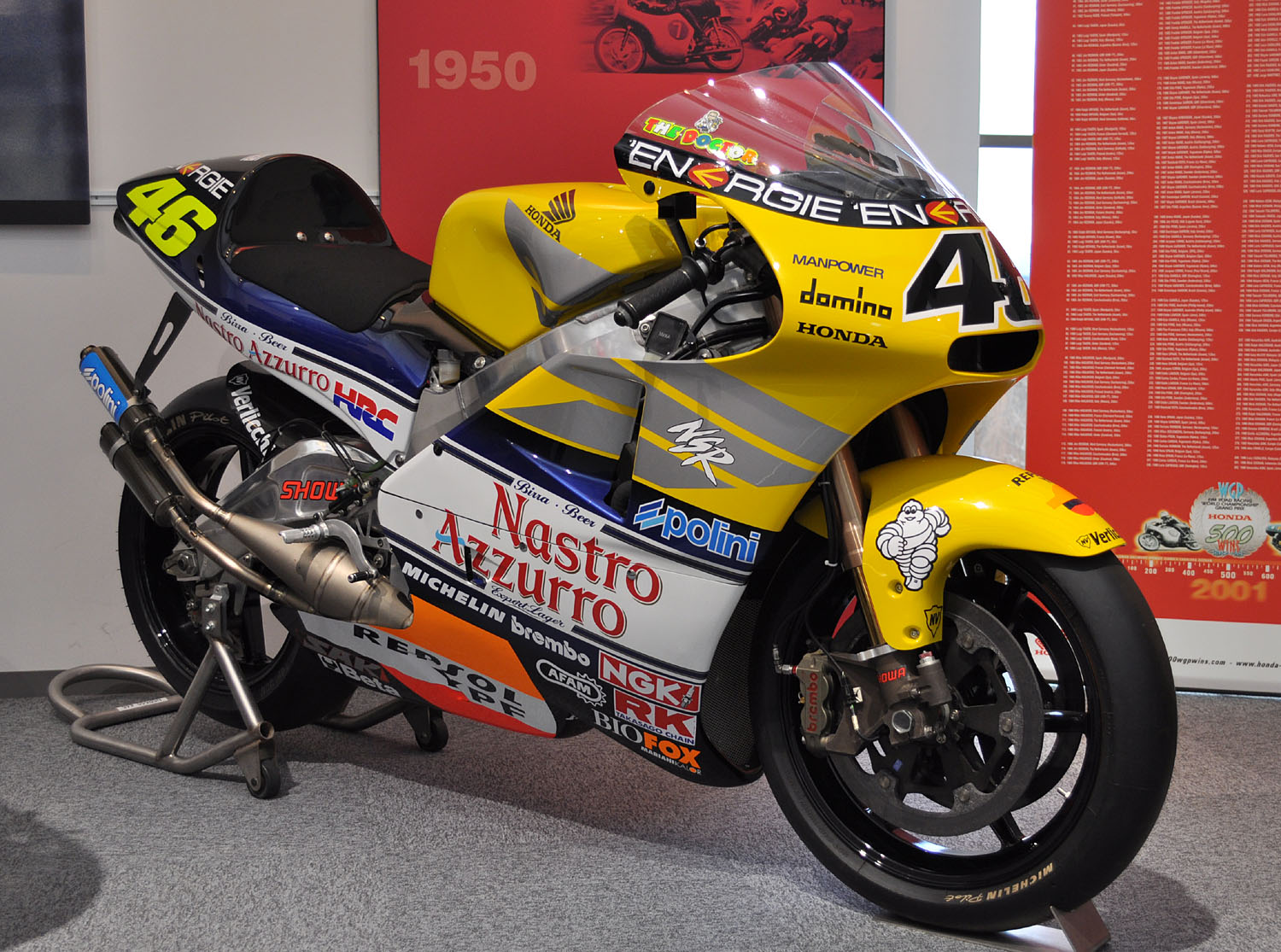
Valentino Rossis Honda NSR500. Den sista tvåtakts världsmästarcykeln i MotoGP/500GP.

VM-titeln i 500GP-klassen vanns av italienaren Valentino Rossi, vilket var hans första i största klassen. Året var det sista med rak volymbegränsning på 500 cm3 och även det sista året en tvåtaktare vann en deltävling. Året därefter föddes MotoGP-klassen, med en diffentierad maximal motorvolym på 990 cm3 för fyrtaktsmotorer respektive 500 cm3 för tvåtaktsmotorer.

### Delsegrare
| Bana           | Vinnare         | Märke  |
| -------------- | --------------- | ------ |
| Suzuka         | Valentino Rossi | Honda  |
| Welkom         | Valentino Rossi | Honda  |
| Jerez          | Valentino Rossi | Honda  |
| Le Mans        | Max Biaggi      | Yamaha |
| Mugello        | Alex Barros     | Honda  |
| Barcelona      | Valentino Rossi | Honda  |
| Assen          | Max Biaggi      | Yamaha |
| Donington Park | Valentino Rossi | Honda  |
| Sachsenring    | Max Biaggi      | Yamaha |
| Brno           | Valentino Rossi | Honda  |
| Estoril        | Valentino Rossi | Honda  |
| Valencia       | Sete Gibernau   | Suzuki |
| Motegi         | Valentino Rossi | Honda  |
| Phillip Island | Valentino Rossi | Honda  |
| Sepang         | Valentino Rossi | Honda  |
| Rio de Janeiro | Valentino Rossi | Honda  |

### Slutställning 500[1]
| Plats | Förare              | Märke    | Poäng |
| ----- | ------------------- | -------- | ----- |
| 1     | Valentino Rossi     | Honda    | 325   |
| 2     | Max Biaggi          | Yamaha   | 219   |
| 3     | Loris Capirossi     | Honda    | 210   |
| 4     | Alex Barros         | Honda    | 182   |
| 5     | Shinya Nakano       | Yamaha   | 155   |
| 6     | Carlos Checa        | Yamaha   | 137   |
| 7     | Norifumi Abe        | Yamaha   | 137   |
| 8     | Àlex Crivillé       | Honda    | 120   |
| 9     | Sete Gibernau       | Suzuki   | 119   |
| 10    | Tohru Ukawa         | Honda    | 107   |
| 11    | Kenny Roberts Jr.   | Suzuki   | 97    |
| 12    | Garry McCoy         | Yamaha   | 88    |
| 13    | Jurgen vd Goorbergh | Proton   | 65    |
| 14    | Noriyuki Haga       | Yamaha   | 59    |
| 15    | Olivier Jacque      | Yamaha   | 59    |
| 16    | José Luis Cardoso   | Yamaha   | 45    |
| 17    | Haruchika Aoki      | Honda    | 33    |
| 18    | Anthony West        | Honda    | 27    |
| 19    | Leon Haslam         | Honda    | 13    |
| 20    | Chris Walker        | Honda    | 9     |
| 21    | Yukio Kagayama      | Suzuki   | 6     |
| 22    | Johan Stigefelt     | Sabre V4 | 6     |
| 23    | Brendan Clarke      | Honda    | 5     |
| 24    | Barry Veneman       | Honda    | 4     |
| 25    | Mark Willis         | Pulse    | 3     |
| 26    | Jay Vincent         | Pulse    | 3     |
| 27    | Jarno Janssen       | Honda    | 1     |

## 250GP

### Delsegrare
| Bana           | Vinnare           | Märke   |
| -------------- | ----------------- | ------- |
| Suzuka         | Daijiro Kato      | Honda   |
| Kyalami        | Daijiro Kato      | Honda   |
| Jerez          | Daijiro Kato      | Honda   |
| Le Mans        | Daijiro Kato      | Honda   |
| Mugello        | Tetsuya Harada    | Aprilia |
| Barcelona      | Daijiro Kato      | Honda   |
| Assen          | Jeremy McWilliams | Aprilia |
| Donington Park | Daijiro Kato      | Honda   |
| Sachsenring    | Marco Melandri    | Aprilia |
| Brno           | Tetsuya Harada    | Aprilia |
| Estoril        | Daijiro Kato      | Honda   |
| Valencia       | Daijiro Kato      | Honda   |
| Motegi         | Tetsuya Harada    | Aprilia |
| Phillip Island | Daijiro Kato      | Honda   |
| Sepang         | Daijiro Kato      | Honda   |
| Jacarepaguá    | Daijiro Kato      | Honda   |

### Slutställning
| Plats | Förare            | Märke   | Poäng |
| ----- | ----------------- | ------- | ----- |
| 1     | Daijiro Kato      | Honda   | 322   |
| 2     | Tetsuya Harada    | Aprilia | 273   |
| 3     | Marco Melandri    | Aprilia | 194   |
| 4     | Roberto Rolfo     | Aprilia | 177   |
| 5     | Fonsi Nieto       | Aprilia | 167   |
| 6     | Jeremy McWilliams | Aprilia | 141   |

## 125GP

### Delsegrare
| Bana           | Vinnare           | Märke   |
| -------------- | ----------------- | ------- |
| Suzuka         | Masao Azuma       | Honda   |
| Welkom         | Youichi Ui        | Derbi   |
| Jerez          | Masao Azuma       | Honda   |
| Le Mans        | Manuel Poggiali   | Gilera  |
| Mugello        | Noboru Ueda       | Honda   |
| Barcelona      | Lucio Cecchinello | Aprilia |
| Assen          | Toni Elías        | Honda   |
| Donington Park | Youichi Ui        | Derbi   |
| Sachsenring    | Simone Sanna      | Aprilia |
| Brno           | Toni Elías        | Honda   |
| Estoril        | Manuel Poggiali   | Gilera  |
| Valencia       | Manuel Poggiali   | Gilera  |
| Motegi         | Youichi Ui        | Derbi   |
| Phillip Island | Youichi Ui        | Derbi   |
| Sepang         | Youichi Ui        | Derbi   |
| Rio de Janeiro | Youichi Ui        | Derbi   |

### Slutställning
| Placering | Förare            | Märke   | Poäng |
| --------- | ----------------- | ------- | ----- |
| 1         | Manuel Poggiali   | Gilera  | 241   |
| 2         | Youichi Ui        | Derbi   | 232   |
| 3         | Toni Elías        | Honda   | 217   |
| 4         | Lucio Cecchinello | Aprilia | 156   |
| 5         | Masao Azuma       | Honda   | 142   |
| 6         | Gino Borsoi       | Aprilia | 130   |
| 7         | Simone Sanna      | Aprilia | 125   |
| 8         | Dani Pedrosa      | Honda   | 120   |

## Övriga VM-klasser
Utöver de tre Grand Prix-klasserna delade FIM ut världsmästerskap i fyra klasser: Superbike, Supersport, Endurance och Sidvagn.

### Superbike
Superbike-VM avgjordes över 12 omgångar (24 heat). Säsongen inleddes den 11 mars i Spanien och avslutades den 30 september i Italien. Australiensaren Troy Bayliss på Ducati blev världsmästare. Ducati vann världsmästerskapet för konstruktörer.
Slutställning
| Plats | Förare              | Märke   | Poäng |
| ----- | ------------------- | ------- | ----- |
| 1     | Troy Bayliss        | Ducati  | 369   |
| 2     | Colin Edwards       | Honda   | 333   |
| 3     | Ben Bostrom         | Ducati  | 312   |
| 4     | Troy Corser         | Aprilia | 288   |
| 5     | Neil Hodgson        | Ducati  | 269   |
| 6     | Rubén Xaus          | Ducati  | 236   |
| 7     | Pierfrancesco Chili | Suzuki  | 232   |

### Supersport
Supersport-VM avgjordes över 11 omgångar. Supersport kördes vid samma tävlingshelger som Superbike-VM utom i USA. Australiern Andrew Pitt på Kawasaki blev världsmästare. Ducati vann världsmästerskapet för konstruktörer.
Slutställning
1. Andrew Pitt, 149 p.
2. Paolo Casoli, 147 p.
3. Jörg Teuchert, 135 p.
4. Jamie Whitham, 106 p.
5. Kevin Curtain, 102 p.
6. Pere Riba, 94 p.
7. Karl Muggeridge, 92 p.

### Endurance
Endurance-VM för motorcyklar avgjordes över åtta deltävlingar:  Le Mans 24-timmars 14-15 april, Brno 6-timmars 6 maj, Brands Hatch 6-timmars 9 juni, Nürburgring 6-timmars 1 juli, Liege 24-timmars 14-15 juli, Suzuka 8-timmars 5 augusti, Oschersleben 24-timmars 11-12 augusti och Bol d'Or (24 timmar) 15-16 september.
Från och med detta år blev det team som tagit flest poäng världsmästare, istället för som tidigare den eller de förare som tagit flest poäng. Världsmästare blev det belgiska Honda-teamet  Wim Motors Racing med förarna Albert Aerts, Laurent Naveau och Heinz Platacis. Honda vann också konstruktörsmästerskapet.
Slutställning
1. Wim Motors Racing (Honda), 182 p.
2. Free Bike Performance (Yamaha), 130 p.
3. Honda ELF (Honda), 100 p.
4. Ducateam (Ducati), 92 p.
5. Herman Verboven Racing (Suzuki), 91 p.
6. Bolliger Team (Kawasaki), 65 p.

### Sidvagn
Sidvagnarna fick åter världsmästerskapsstatus under namnet Superside och körde vid samma tävlingar som Superbike. Säsongen innehöll nio deltävlingar. Världsmästare blev föraren Klaus Klaffenböck med burkslaven Christian Parzer från Österrike på en LCR-Suzuki.
Slutställning
1. Klaus Klaffenböck / Christian Parzer (LCR-Suzuki), 160 p.
2. Steve Webster / Paul Woodhead (LCR-Suzuki), 120 p.
3. Steve Abbott / Jamie Biggs (Windle-Yamaha), 111 p.